# Sorex monticolus
Sorex monticolus (musaraña oscura) es una especie de musaraña de la familia Soricidae.

## Distribución geográfica
Se encuentra en Alaska, al oeste de Canadá, el oeste de Estados Unidos y el norte de México.